# Chalepus viduus
Chalepus viduus es un insecto coleóptero de la familia Chrysomelidae.
Fue descrita científicamente en 1905 por Weise.